# Cenovis

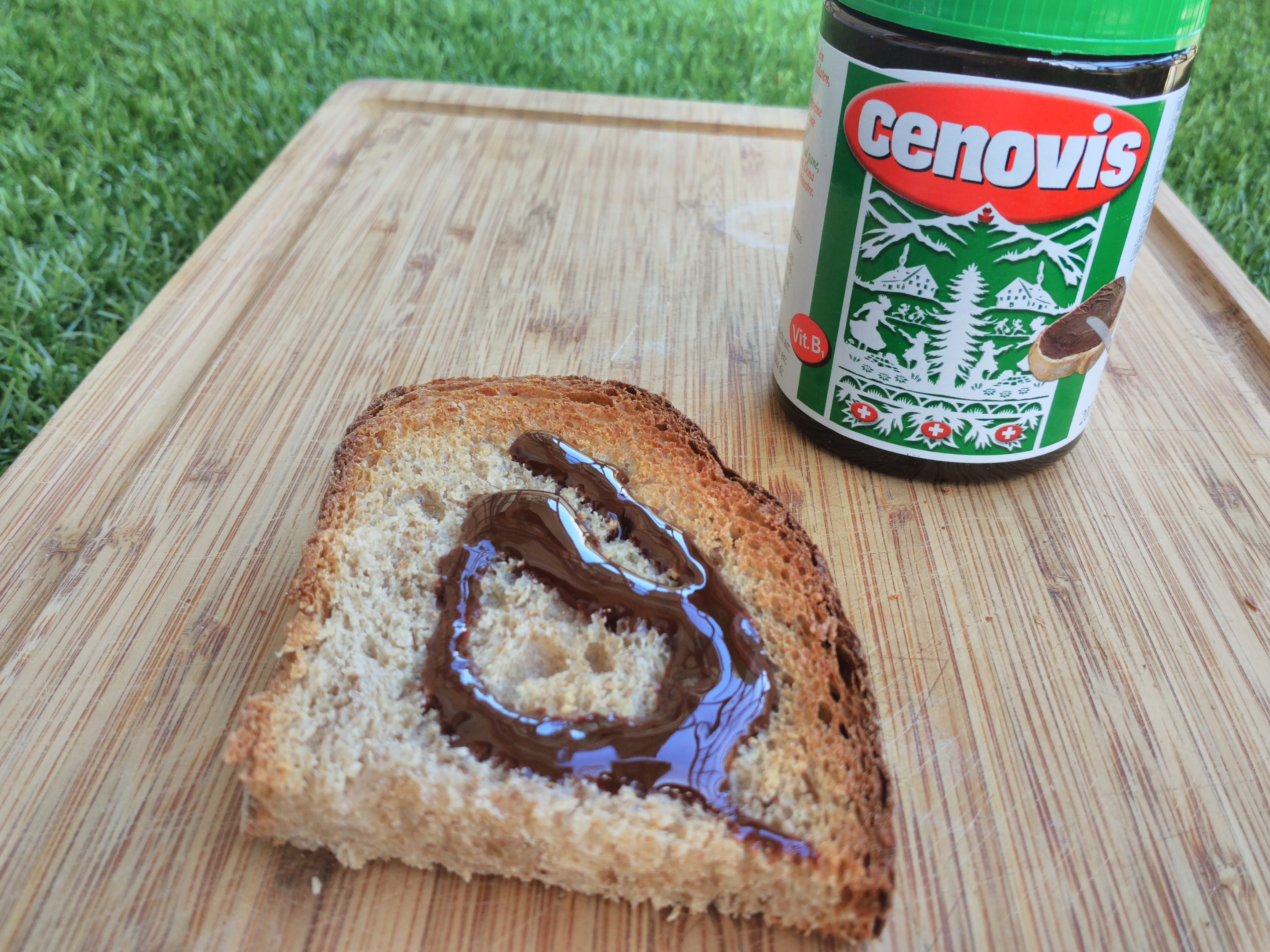
Cenovis.

Cenovis (от лат. cena — пища, ovum — яйцо и vis — сила) — пищевой продукт в виде густой тёмно-коричневой пасты, изготовленный на основе дрожжевого экстракта с добавлением лука, моркови и специй. Богат витамином B1 и сходен с такими продуктами как Marmite и Vegemite.
Используется как приправа для ароматизации супов, колбасы и салатов, а также как самостоятельный продукт с хлебом и маслом. Популярен в Швейцарии (особенно во франкоязычной части — Романдии). Продукт был разработан в Райнфельдене в 1931 году, по инициативе пивовара Алекса Виллингера (Alex Villinger) и впоследствии производился компанией Cenovis SA.